# Adiri
Adiri är ett stort ljust område på Saturnus måne Titan.  Adiri är namngiven efter paradiset i melanesisk mytologi.

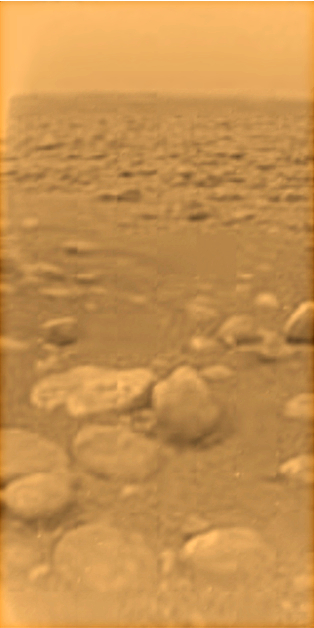
Bild tagen i området.

I detta område finns mörka kanaler som uppskattningsvis är 100 meter djupa samt kuperade berg. Rymdsonden Huygens landade vid dess nordvästra kust 14 januari 2005.